# Papoušek vějířový
Papoušek vějířový (Deroptyus accipitrinus) je druh papouška obývající Amazonský deštný prales. Je také jediným zástupcem rodu Deroptyus. 
Žije velmi skrytě a živí se plody. Hnízdí v dutinách stromů, kam klade 2–3 vejce, ze kterých se asi po 26 dnech líhnou mláďata. Ve volné přírodě přitom byla zkoumána pouze dvě aktivní hnízda, z obou bylo vyvedeno jedno mládě.

## Popis

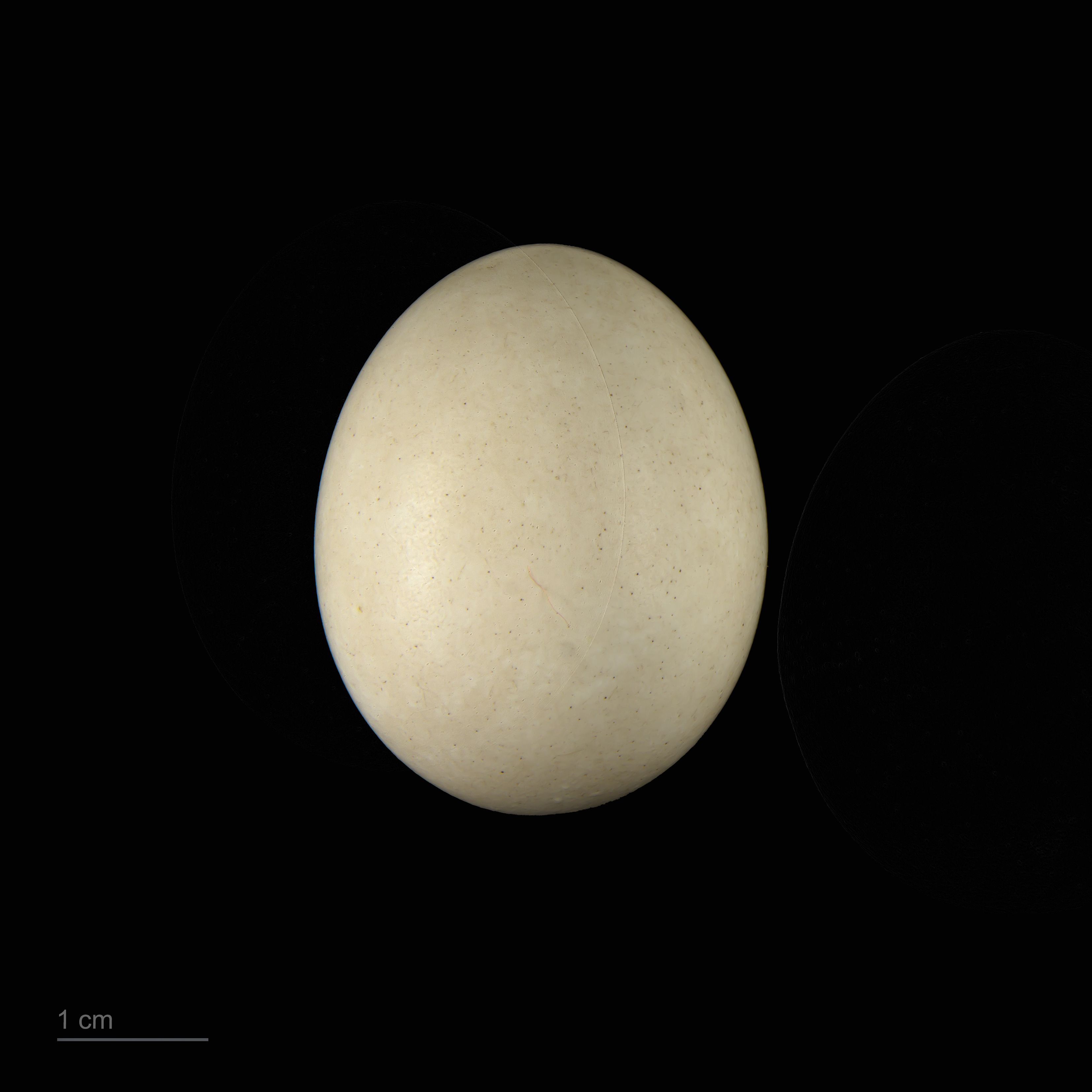
Deroptyus accipitrinus

Papoušek vějířový dorůstá délky až 36 cm a hmotnosti mezi 200–300 g. Je charakteristický svou roztažitelnou, červeně zbarvenou chocholkou s modrými konci per. Účel této chocholky bývá přisuzován optickému zvětšení, které by ho mělo ochránit před případným nebezpečím. Hlava je tmavě hnědá s bílými pruhy, čelo je bílé. Okolo oka je holý černý kroužek. Křídla jsou zbarvena zeleně, boky, hruď a ocas jsou červeně a modře skvrnité.